# エミール・アドルフ・フォン・ベーリング
エミール・アドルフ・フォン・ベーリング（Emil Adolf von Behring, 1854年3月15日 - 1917年3月31日）はドイツの医学者・実業家。1901年に「ジフテリアに対する血清療法の研究」で第一回ノーベル生理学・医学賞を受賞（後述）。

## 略歴
1854年、西プロシアのハンスドルフ（現ポーランド・ワヴィツェ）に生まれる。生家が大変貧しかったため学費の要らない陸軍医科専門学校に進学し、軍医として陸軍医務局所属。創傷に対し有効な殺菌薬はないか検討の上実地で試し、ヨードホルムの殺菌性を発見。これにより医務局は評価を高め研究者として、薬理学者ピングの元に送られた。その後、軍を辞めベルリン衛生試験所に移り、ローベルト・コッホの助手として衛生学を学ぶ。
1884年に、フリードリヒ・レフラーがジフテリア菌の純粋培養に成功。当時ジフテリアは、感染すると死亡率40%にもなり、一刻も早い治療方法の確立が望まれていた。当初、薬物で殺菌を試みたが思うような効果を上げられなかった。感染しても死に至らないものもいるため、血液中には殺菌を行う化学物質があり、それらをコッホの4原則に基づき、純粋培養し感受性宿主へ接種できないかと転換した。
1890年12月4日、ドイツ医学週報第49号に「動物におけるジフテリア免疫と破傷風免疫の成立について」を北里柴三郎との共著として発表。第50号において北里との共著ではなく、自身の名前のみでジフテリアについてデータを発表した。
1892年 ベーリング株式会社を設立する。1895年にはマールブルク大学衛生学教授と衛生学研究所長に就任。
1896年 24歳年下のエルス・スピノラ (Else Spinola) と結婚。

## ノーベル生理学・医学賞と北里柴三郎
1901年 「ジフテリアに対する血清療法の研究」で第一回ノーベル生理学・医学賞を受賞。受賞に際し、自分だけの功績ではなく、共同研究者の北里柴三郎あっての結果であることを述べたとされる。北里が受賞できなかったのは、ジフテリアについてのデータをベーリング単独名の論文で発表したこと、ノーベル委員会や選考に当たったカロリンスカ研究所が血清療法のアイディアはベーリングの創出で北里は実験事実を提供しただけと見なしたこと、賞創設後最初の選考で後のような共同授賞の考え方がまだなかったことが理由として挙げられているほか、東洋人の北里に対する人種差別が原因であったとも言われるが、ノーベル賞選考委員会はこれを否定している。

## 没後の影響
没後、免疫学に功績のあった者に対して贈られる「エミール・フォン・ベーリング賞」が制定された。また、日本でもその名を冠した免疫学賞「ベーリング・北里賞」が1980年から1997年まで隔年に計9回授賞された。
マールブルクにベーリングウェルケ工業団地があり、バイオテクノロジー関連の16社が操業している。ベーリングの名を冠した企業はデイド・ベーリング (英語版)、CSL ベーリング(英語版)、Novartis ベーリング（現：ノバルティス傘下）が創立されている。

### ベーリング・北里賞
- 1980年 - 小谷尚三[6]
- 1982年 - 岸本忠三[7]
- 1984年 - 日沼頼夫[8]
- 1986年 - 川崎富作[9]
- 1988年 - 谷口維紹[10][11]
- 1990年 - 石坂照子[12]
- 1992年 - 本庶佑
- 1994年 -
- 1996年 - 長田重一、ペーター・クラマー[3]